# روابط دیپلماتیک در خاور نزدیک باستان
روابط دیپلماتیک در خاور نزدیک باستان بخش مهم و تأثیرگذاری از تاریخ خاور نزدیک باستان است.
بین ۲۳۰۰ و ۲۰۰۰ قبل از میلاد در دوره سلسله‌های اکدی، گوتیان و اور سوم در بین‌النهرین، وقایع مهمی فراتر از توروس و کوه‌های زاگرس رخ داد. مردمانی که از مناطق دور آمده بودند وارد آسیای صغیر شدند و تمدنی جدید در قلب آناتولی تأسیس کردند که بعداً به عنوان پادشاهی هیتی شناخته شد و تقریباً در «همان زمان» نیز، در ارمنستان و ایران هم افرادی در میان «قبایل هوری و کاسی» حاکم شدند.
چهارصد سال بعد «هیتی‌ها» به بابل یورش بردند، و «کاسی‌ها» (یا همان کاسیان) نیز، از سوی دیگری رفته و پادشاهی بزرگی را که توسط حمورابی ساخته شده بود سرنگون کردند؛ و «هوری‌ها» هم تحت رهبری رهبران «میتانی» خود، قسمت‌های نیمه شمالی بین‌النهرین را به کنترل کامل خود درآوردند.
بعضی از پژوهشگران همچون ارنست هرتسفلد، کاسپی‌ها را نیز همراه با کاسیان، و همچنین دارای یک ریشه می‌دانند.
«هیتی‌ها، میتانی‌ها و طبقه حاکم کاسی‌ها» به یک گروه قومی زبانی بسیار بزرگ به نام «هند و اروپایی» تعلق داشتند و مهاجرت آنها جزئی از جنبش‌های قومی گسترده‌تری بود که اروپا و هند و همچنین آسیای غربی را تحت تأثیر قرار داد.
در تمامی این مناطق، ورود این مردمان پیامدهای متعدد، عمیق و ماندگاری به همراه داشت که مهمترین آنها، ظهور در بین‌النهرین و جناح‌های شمالی و غربی آن، و ظهور ملت‌های جوان و همسایه شدن و رقابت آنها با مصر در سیاست و حکمرانی منطقه خاور نزدیک بود.
از ۱۶۰۰ قبل از میلاد مسائل سیاسی در «مشرق زمین»، در مقیاس واقعی بین‌المللی، مطرح می‌شوند و دیگر نمی‌توان با عراق به گونه ای برخورد کرد که گویی منزوی است ویا تقریباً منزوی از بقیه جهان قرار داشته‌است.
تاریخ بین‌النهرین باید با پیش‌زمینه‌ای گسترده‌تر ترسیم شود، از جمله مصر و آناتولی، ایران و با مادها و پارس‌ها، و سرانجام اروپا و با فاتحان یونانی و مقدونی که به این سرزمین‌ها تاختند و کنترل آن را برای مدتها در دست گرفتند.
روابط دیپلماتیک در خاور نزدیک باستان مابین هیتی، هوری، سوریه و مصر از قرن بیستم تا شانزدهم قبل از میلاد به‌طور گسترده و فعالانه و در شکل‌های مختلف وجود داشته‌است؛ و در این بین، هند و اروپایی‌هایی نقش به سزایی در روابط دیپلماتیک در خاور نزدیک باستان داشته‌اند.
«باشگاه قدرت‌های بزرگ» امپراتوری‌های اواخر هزاره دوم پیش از میلاد را توصیف می‌کند، که عبارت بودند از هاتی، مصر، کاسیت بابل، میتانی و آشور و مردمان و اقوام این تمدن‌ها که برخی با دیگری نزدیک بودند و برخی شان از دو فرهنگ متفاوت می‌بودند. اما حاکمان این قدرت‌ها یکدیگر را برابر می‌دانستند و این در روابط دیپلماتیک آنها مشهود است که با یکدیگر به عنوان «برادر» رفتار می‌کردند. زمانی هم که درگیری‌هایی بین این امپراتوری‌ها اتفاق افتاد، به ندرت بقای هر یک از اشراف را تهدید می‌کرد.

## ازدواج‌های سلطنتی
از جمله نمودهای روابط دیپلماتیک در خاور نزدیک باستان را می‌توان در ازدواج سلطنتی مابین تمدن‌های خاور نزدیک باستان دید. بعنوان نمونه، تادو هپا دختر توشرات‌تا پادشاه میتانی، با هدف بستن پیمان همبستگی میان دو کشور توسط پدرش و دیگران مردان قوم به همسری آمنحوتپ سوم داده شد. پیشتر از آن نیز عمهٔ تادو هپا، یعنی گیلوا هپا (خواهر توشراتا) با فرعون آمنهوتپ سوم ازدواج کرده بود، تادو هپا هم حدود دو دههٔ بعد از «گیلوا هپا»، با آمنهوتپ سوم ازدواج کرد.